# Estádio Louis Ensch
O Estádio Louis Ensch, conhecido também por Luizão, é um estádio de futebol do município brasileiro de Coronel Fabriciano, no interior do estado de Minas Gerais. Representa o mando de campo do Social Futebol Clube, principal time profissional de futebol da cidade, e em 2014, possuía capacidade para 2 290 pessoas.
Situa-se entre os bairros Santa Helena, Professores e Centro, estando sua sede localizada na Rua São Sebastião, bairro Professores. Seu complexo abrange um total de 15 mil m², incluindo o campo, uma área para concentração de jogadores equipada com cozinha e banheiros e um prédio de três andares onde são abrigadas a sede do Social, a arbitragem, a Polícia Militar, cabines de rádio e um terraço destinado às filmagens televisivas dos jogos, além de 30 estabelecimentos comerciais alugáveis dependentes ao seu redor.

## História
Originalmente, os jogos do Social eram realizados em um campo existente em uma área cedida por Silvino Pereira — primeiro vice-prefeito de Coronel Fabriciano —, onde está situado o Salão Paroquial Dom Lélis Lara, em frente à Igreja Matriz de São Sebastião. Posteriormente, a Companhia Siderúrgica Belgo-Mineira doou à Arquidiocese de Mariana o terreno onde hoje se encontra o Estádio Louis Ensch. Devido à proximidade da então sede do Social com a Igreja Matriz, houve então uma permuta em que a arquidiocese se apossaria do antigo campo enquanto que a equipe passaria a ocupar a área onde mais tarde foi estruturado o estádio.
Assim, o novo campo foi inaugurado em 1950, em um amistoso comemorativo entre o Social e o América Futebol Clube, sendo seu nome uma referência ao ex-presidente da Belgo-Mineira Louis Jaques Ensch. A empresa doou tanto o campo quanto o muro e décadas mais tarde foram construídas as arquibancadas, em mandato do prefeito Paulo Almir Antunes. O recorde de público em uma partida oficial foi de 7 mil pagantes, na semifinal do Campeonato Mineiro de 1997, em um jogo entre o Social e o Villa Nova de Nova Lima. Para a ocasião foram acrescentadas arquibancadas móveis para garantir a presença máxima possível de torcedores,[carece de fontes?] embora, normalmente, o Social utilize o Ipatingão quando há uma expectativa maior de público.

## Imagens

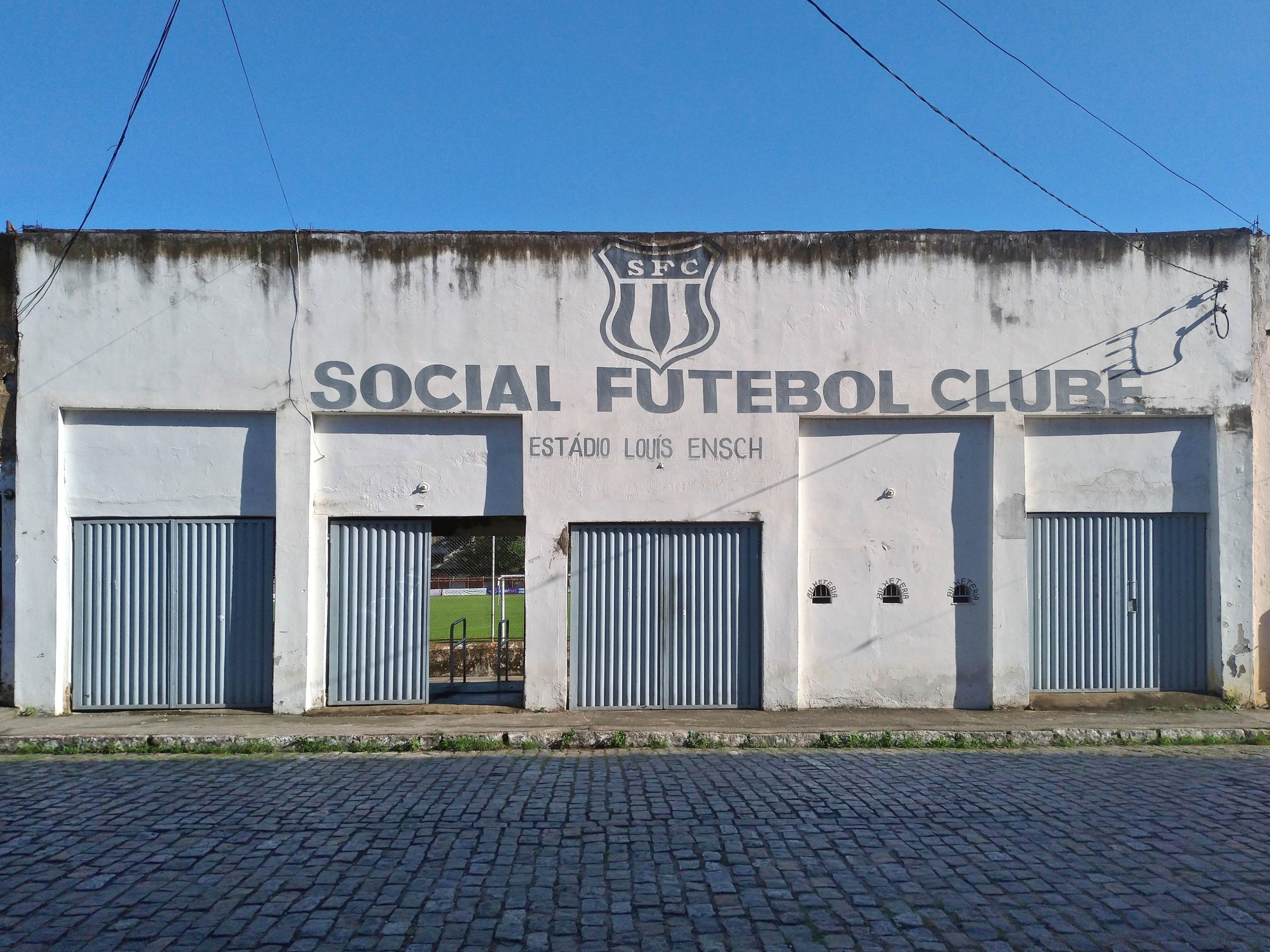
Entrada principal do Estádio Louis Ensch
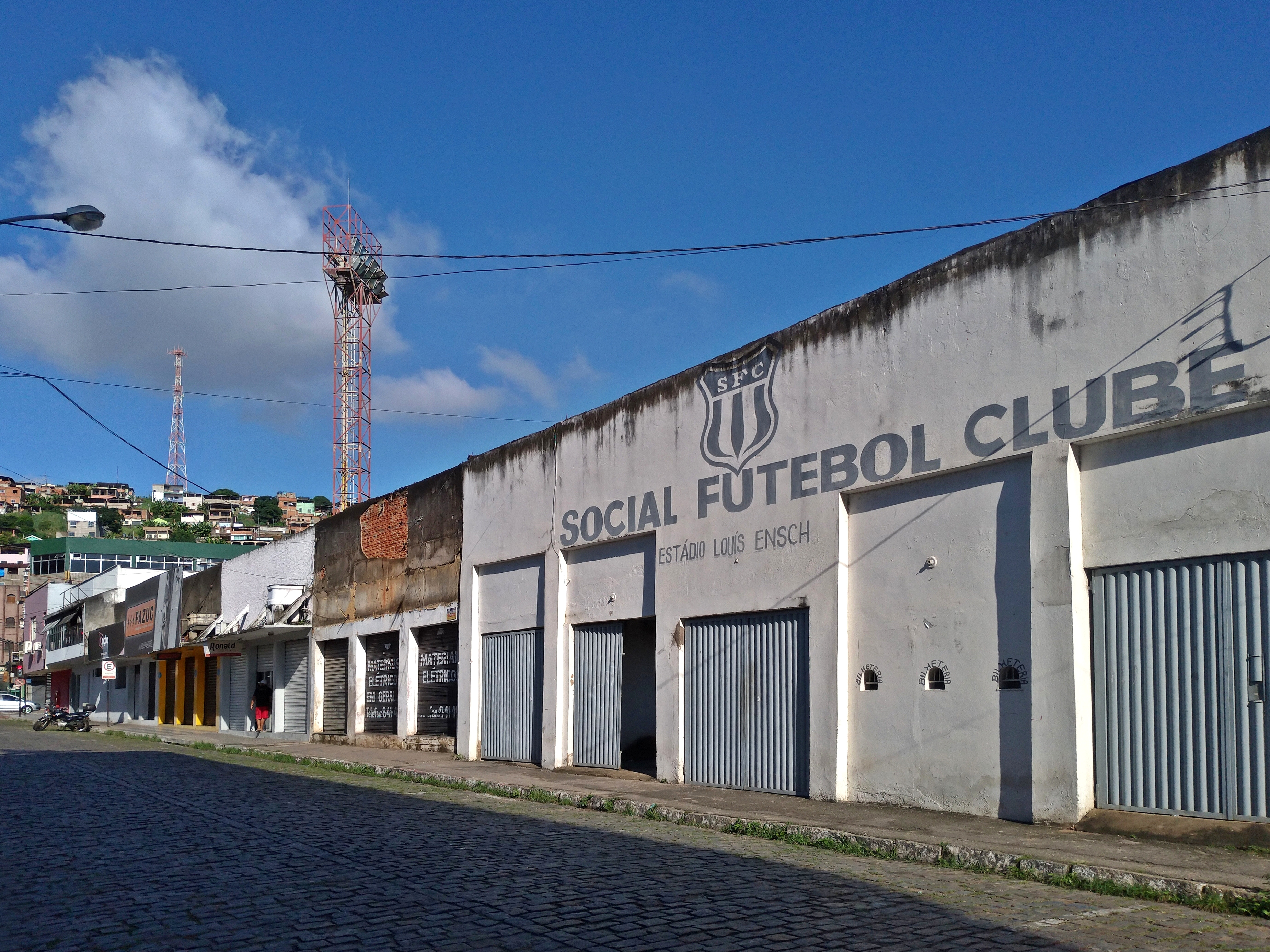
Lojas ao redor do estádio e sua entrada principal
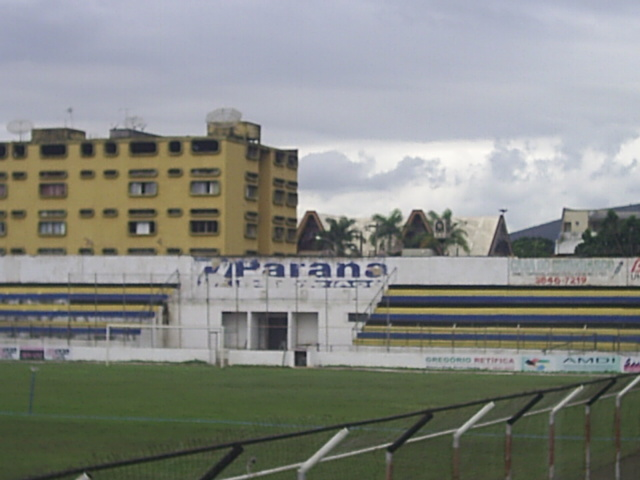
A Catedral de São Sebastião, com sua arquitetura peculiar, pode ser vista das arquibancadas.